# Jan van Wueluwe

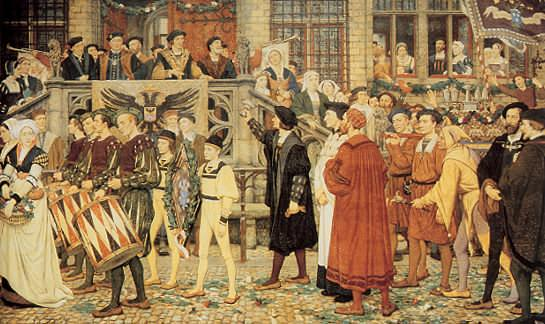
Optocht van de Violieren in de 16e eeuw. Jan van Woluwe was hun Prince.

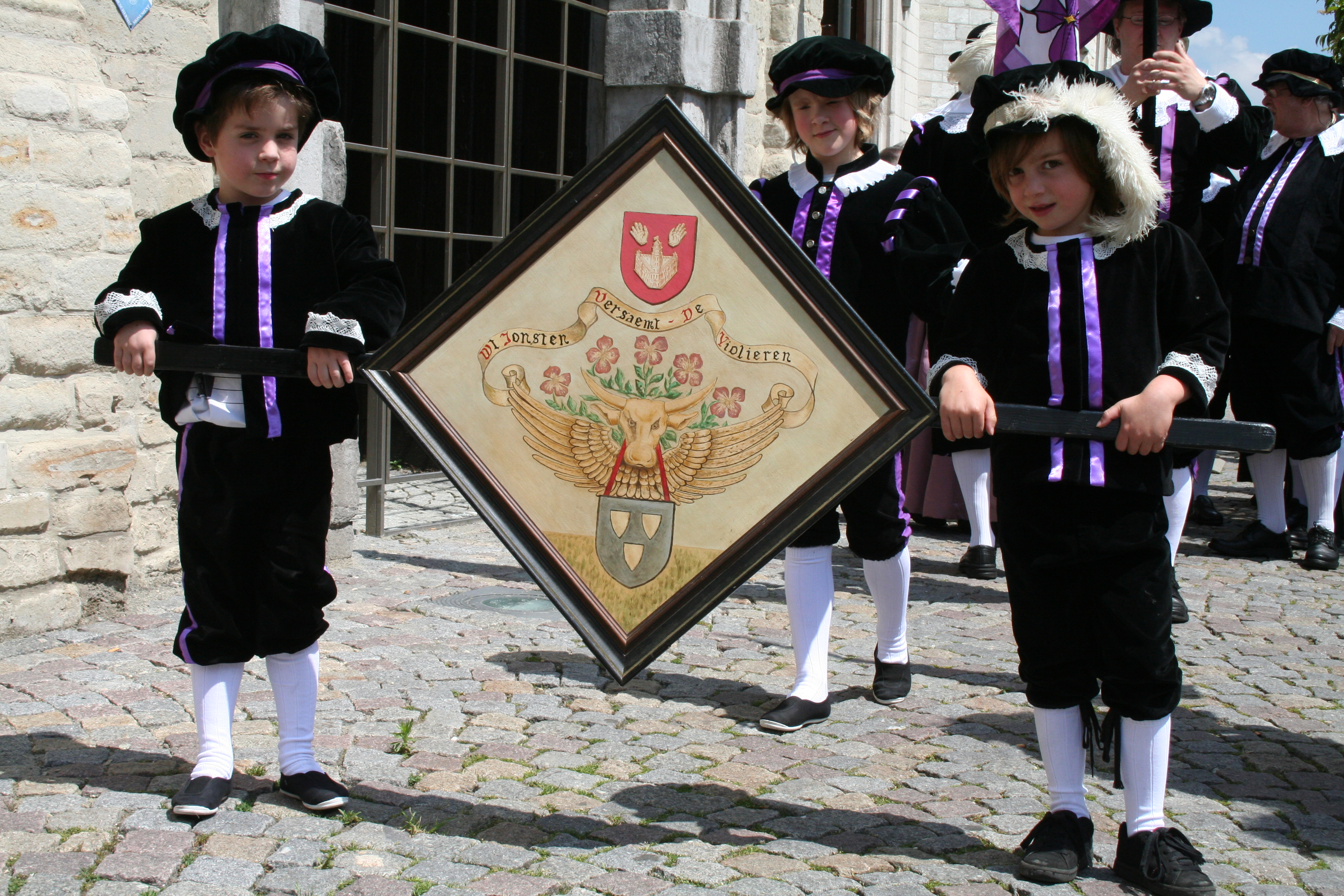
Ook vandaag dragen de Violieren hun devies: Uyt Jonsten Versaemt.

Jan van Wueluwe of van Woluwe (Antwerpen, circa 1485 – aldaar, 14 oktober 1550) was een schilder en rederijker in de Habsburgse Nederlanden.

## Levensloop
Jan werd geboren in Antwerpen rond het jaar 1485. Zijn vader Hendrik was schilder. Deze Hendrik was niet geboren in Antwerpen maar had het poorterschap van de stad Antwerpen ontvangen in de jaren 1483-1484, vlak voor de geboorte van Jan. Jan werd zoals zijn vader schilder en trad bijgevolg toe tot de gilde van Sint-Lucas. Deze gilde verzamelde de schilders in Antwerpen.  
Vermoedelijk werkte hij samen met zijn 2 schoonzonen in een onderneming voor decoratie, schilderwerken en ontwerpen van tapisserieën. Hij was viermaal deken van de gilde van Sint-Lucas. Daarnaast was hij rederijker. Hij nam deel aan rederijkersoptochten en verzamelde kunstwerken. Gedurende 12 jaar stond hij aan het hoofd van de Violieren, de grootste rederijkerskamer in Antwerpen en was derhalve Prince van de Violieren. Het hoogtepunt van zijn carrière vond plaats in 1549, slechts één jaar voor zijn overlijden. Jan van Wueluwe was verantwoordelijk voor de versieringen die in Antwerpen werden aangebracht ter gelegenheid van het bezoek van prins Filips, de latere Filips II van Spanje. 
Het Koninklijk Museum voor Schone Kunsten Antwerpen bezit een portret van Jan van Woluwe. Op het schilderij staat het devies Uyt Jonsten Versaemt, het devies van de Violieren. Dit betekent zoveel als verzameld omwille van het plezier.